# Marokhy Ndione
Marokhy Ndione (4 novembre 1999) è un calciatore svedese di origine senegalese, attaccante dell'AC Oulu.

## Carriera

### Club
Ndione è nato in Senegal ma è giunto in Svezia al seguito della famiglia all'età di quattro anni.
Nel 2015, quando ancora faceva parte delle giovanili del Borås AIK, si è affacciato alla prima squadra mettendo a referto 7 presenze e 4 reti nel campionato di Division 3, il quinto livello del calcio svedese.
L'anno seguente è tornato all'Elfsborg, inizialmente solo a livello di settore giovanile. Nel gennaio del 2018 è stato promosso in prima squadra con un contratto di tre anni, ma di fatto nell'arco dell'intero campionato non è mai stato utilizzato ufficialmente. L'esordio nella massima serie è avvenuto invece nei minuti finali della prima giornata dell'Allsvenskan 2019, pareggiata 1-1 in casa il 1º aprile contro l'Hammarby. Nelle 8 presenze stagionali totalizzate in quel campionato, la sua unica rete segnata ha permesso all'Elfsborg di battere 2-1 il Kalmar al 94' minuto.
Intorno alla metà del campionato 2020, dopo aver iniziato perlopiù dalla panchina gran parte delle partite dell'Elfsborg, un accordo di cooperazione tra club lo ha portato ad essere disponibile anche per l'Örgryte, squadra militante un gradino più sotto, in Superettan. Con questa soluzione, Ndione ha potuto rappresentare entrambe le squadre nello stesso periodo. È rientrato all'Elfsborg per giocare l'intera stagione 2021, durante la quale ha messo a segno 5 reti in 22 presenze in campionato.
Nel gennaio del 2022, Ndione è stato ceduto a titolo definitivo ai danesi del Viborg, che lo hanno acquistato con un contratto fino all'estate del 2025.

### Nazionale
Ha giocato nella nazionale svedese Under-19.